# Wade Ferguson
Pour les articles homonymes, voir Ferguson.
Wade Ferguson, né vers 1973, est un nageur sud-africain.

## Carrière
Wade Ferguson est médaillé d'argent du 400 mètres quatre nages aux Jeux africains de 1995 à Harare,.
Il termine troisième du 200 mètres papillon et du 400 mètres quatre nages aux sélections olympiques d'Afrique du Sud à Durban en mars 1996.